# كريستيان سولبيرج
كريستيان سولبيرج (بالفنلندية: Kristian Sohlberg) مواليد 15 فبراير 1978، هو سائق راليات فنلندي بدأ مسيرته في سنة 2000. كان أول رالي له هو رالي فنلندا 2000. تسابق في بطولة العالم للراليات. نافس في بطولة رالي كروس العالمية.

## روابط خارجية
- كريستيان سولبيرج على موقع Rallye-info.com (الإنجليزية)